# Melvin Brannon

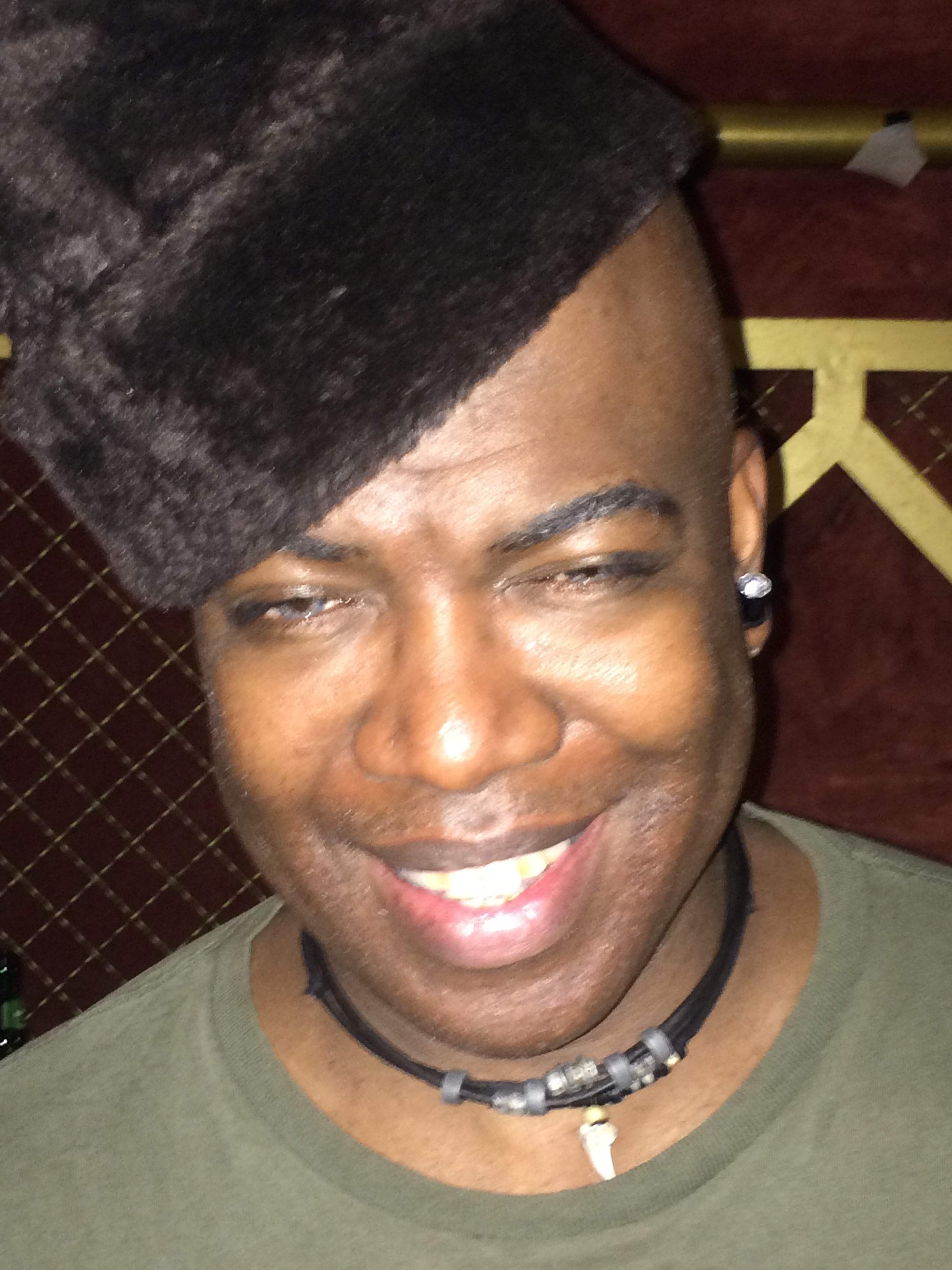
Melvin Brannon, Bassist, im Juni 2014

Melvin Brannon Jr., auch Melvin Brannon II, (* 6. Juli 1962 in Seattle) ist ein US-amerikanischer Musiker. Bekanntheit erlangte er als Bassist der Rock-Formation Dan Reed Network, deren Gründungsmitglied er ist. Er war Mitglied der Band von Stevie Salas und spielte Bass als Teil des Live-Ensembles von Edgar Winter sowie Booker T. Jones.

## Biografie
Melvin Brannon Jr. wurde als Sohn von Melvin und Bertha Brannon in Seattle geboren. Er studierte Musik am Mt. Hood Community College in Gresham und spielt neben dem klassischen E-Bass (sowohl in vier-, als auch in fünfsaitiger Ausführung) auch Kontrabass. Bevor er 1984 Mitglied der Gruppe Dan Reed Network wurde, spielte er in verschiedenen Top-Fourty-Bands, Jazz- und Fusion-Formationen. Mit Dan Reed Network veröffentlichte er neben einer EP ab 1987 drei Studioalben.
Als die Mitglieder der Gruppe ab 1994 getrennte Wege gingen, arbeitete er von 1995 bis 1997 mit Stevie Salas in der Formation „Stevie Salas Colorcode“ zusammen. Nach einem Engagement bei der experimentellen Band „Land of the Blind“ gehörte er ab 2000 der Tourband von Edgar Winter an, zur gleichen Zeit hatte er ein Engagement bei der US-amerikanischen Hard-Rock-Band BulletBoys, mit der er bis 2002 auftrat. 2004 veröffentlichte Neil Zaza auf seinem Album Melodika eine Instrumental-Aufnahme des Dan-Reed-Network-Liedes Forgot to Make Her Mine, die bereits um das Jahr 2001 herum zusammen mit Blake Sakamoto, Daniel Pred, Brion James und Melvin Brannon aufgenommen worden war. Bereits seit Mitte der 1990er Jahre gehört Brannon zur Touring-Band von Booker T. Jones, mit der er zuletzt die Tournee zum 2013 erschienenen Album Sound the Alarm bestritt.
Brannon war auch in Filmen zu sehen: Im Kurzfilm F*Stop spielte er 2004 das Mitglied einer Band, 2006 trat er in der von Zalman King gedrehten Dokumentation Dance With the Devil auf.
Seit 2007 ist er durch die Aufnahme von „Dan Reed Network“ Mitglied der Oregon Music Hall of Fame. Im Dezember 2012 trat er erstmals wieder mit der Band auf, weitere Konzerte folgten 2013 während einer Europatournee.

## Diskografie (Auszug)
mit Dan Reed Network
- 1986: Breathless (EP)
- 1987: Dan Reed Network
- 1989: Slam
- 1991: The Heat
- 1993: Mixin’ It Up: The Best of the Dan Reed Network
- 2014: Anthology

mit Stevie Salas
- 1996: Alter Native (EP)
- 1997: Alter Native Gold
- 1997: Le Bootleg – Live In Paris
- 1998: Viva La Noise
- 1998: The Sometimes Almost Never Was
- 1999: Sol Power & Seoul Power